# Emesis nobilata
Emesis nobilata är en fjärilsart som beskrevs av Hans Ferdinand Emil Julius Stichel 1910. Emesis nobilata ingår i släktet Emesis och familjen Riodinidae. Inga underarter finns listade i Catalogue of Life.